# Hugo Ballesteros
Hugo Eugenio Ballesteros Reyes (Santiago, 3 de enero de 1931 - Valparaíso, 7 de abril de 2019) fue un abogado y político chileno, miembro del Partido Demócrata Cristiano (PDC). Ejerció como diputado de la República entre 1957 y 1969 y senador entre 1969 y 1973.

## Familia y estudios
Nació en 1931, hijo de Luis Ballesteros y de Teresa Reyes.
Estudió en el Colegio de los Sagrados Corazones de Valparaíso y en el Liceo N.°2 de la misma ciudad. Tras su etapa escolar, ingresó a la Sede Valparaíso de la Universidad de Chile, donde se graduó de abogado en 1955.

## Carrera profesional y pública

### Inicios
Aún estudiando, ejerció en la Superintendencia de Aduanas, donde trabajó hasta 1957. Posteriormente, se dedicó a la labor docente, como profesor de la cátedra de Economía Política en la Universidad Católica de Valparaíso.
Inició sus actividades políticas durante su etapa universitaria, al integrarse a la Falange Nacional. Dentro de esta colectividad, se desempeñó como dirigente de la Juventud y como primer presidente del Congreso de la Falange en Santiago. Posteriormente se incorporó al Partido Demócrata Cristiano, ingresando como miembro de su directiva y al año siguiente a la vicepresidencia nacional, hasta 1959.

### Diputado
Fue elegido diputado por la Falange Nacional, en representación de la 6.ª Agrupación Departamental de Valparaíso y Quillota, para el período 1957-1961. Durante su primer período en la Cámara participó de la Comisión Permanente de Gobierno Interior; en la Comisión Especial del Norte (1957-1958); y en la Comisión Especial Investigadora sobre Irregularidades Casa Moneda (1959-1960).
En 1965 fue reelecto diputado por el período 1965-1969, en representación de la 6.ª Agrupación Departamental. Durante este período formó parte de la Comisión Especial Investigadora de los Problemas de la Marina Mercante Nacional (1967), de la Comisión Mixta de Presupuesto y de la Comisión Especial de Cemento Melón (1968).
Fue elegido presidente provisional de la Cámara de Diputados el 15 de mayo de 1965 y luego como presidente, ocupando este cargo desde el 25 de mayo de 1965 al 17 de octubre de 1967. Se desempeñó como miembro del Comité Parlamentario Demócrata Cristiano, entre 1964 y 1968. En 1966 viajó a Guatemala como invitado al cambio de mando donde Julio César Méndez Montenegro asumió como presidente de ese país.
Alcanzó la tercera reelección por la misma Agrupación Departamental por el período 1961-1965. Fue diputado reemplazante en la Comisión Permanente de Gobierno Interior; en la de Defensa Nacional y en la de Trabajo y Legislación Social. Integró la Comisión Permanente de Constitución, Legislación y Justicia. Fue miembro de la Comisión Especial Investigadora Movimiento Huelguístico Estudiantes Secundarios (1961); y de la Investigadora del Servicio Nacional de Salud (1961-1962).
Se incorporó a la «Comisión Mixta para Solucionar Dificultades con Motivo de las Insistencias Producidas en la Discusión del Proyecto que Modifica las Leyes N.° 10.134 y 12.957, sobre los Empréstitos a la Municipalidad de Los Andes» en 1962. Fue miembro de la Comisión Especial Investigadora del Problema del Petróleo (1963-1964); de la «Comisión Mixta Encargada de Resolver los Problemas Constitucionales y Reglamentarios Surgidos en el Despacho de los Proyectos de Ley» (1963-1964) y de la Comisión Especial Investigadora del Sismo (1965). Asimismo, fue miembro del Grupo Interparlamentario en 1961. En 1964 viajó a Nueva York como miembro de la delegación parlamentaria chilena a la 19.ª Asamblea General de las Naciones Unidas.

### Senador
En 1969 fue elegido senador por la 3.ª Agrupación Provincial de Aconcagua y Valparaíso para el período 1969-1977. Ejerció como senador reemplazante en la Comisión Permanente de Gobierno; en la de Constitución, Legislación, Justicia y Reglamento; en la de Hacienda; en la de Economía y Comercio; en la de Obras Públicas; en la de Trabajo y Previsión Social; en la de Educación; y en la de Policía Interior.
El golpe de Estado de 1973 puso término anticipado al periodo legislativo, por medio del decreto ley 27 del 21 de septiembre de 1973, el cual disolvió el Congreso Nacional. 

### Años posteriores
Tras el inicio de la dictadura, se alejó del mundo político y pasó a dedicarse a su profesión de abogado, luego de haber sido enviado por la Junta Militar a Inglaterra con el fin de persuadir con éxito a los estibadores ingleses de descargar los productos chilenos. Fue además socio del Club Deportivo Playa Ancha.
Fue declarado Ciudadano Ilustre de Valparaíso en abril de 2012. En sus últimos años padeció de ceguera. Falleció el 7 de abril de 2019.

## Historial electoral

### Elecciones parlamentarias de 1969
- Elecciones parlamentarias de 1969, candidatos a senador por la Tercera Agrupación Provincial, Valparaíso y Aconcagua.[5]